# Рейнольдс, Батч
Хэрри «Батч» Рейнольдс (род. 8 июня 1964 года, Акрон, шт. Огайо, США) — американский легкоатлет, выступавший в беге на 400 м и эстафете 4×400 м. В 1988 году установил мировой рекорд на дистанции 400 м (43,29 с), продержавшийся 11 лет. В составе команды США стал олимпийским чемпионом 1988 года и рекордсменом мира в эстафете 4×400 м, а также серебряным призёром на дистанции 400 м после Стива Льюиса. Дисквалифицирован ИААФ за применение допинга, безуспешно пытался оспорить это решение в суде.
После окончания дисквалификации стал чемпионом мира 1993 года в закрытых помещениях и дважды серебряным медалистом мировых чемпионатов на стадионах на дистанции 400 м и трижды (1987, 1993, 1995) мировым чемпионом на стадионах в эстафете 4×400 м. В 1993 году на чемпионате мира в составе команды США установил мировой рекорд в эстафете 4×400 м (2.54,29), который держится по сей день.
Обладает третьим результатом в беге на 400 метров после Майкла Джонсона и Вайде ван Никерка.

## Биография
Батч Рейнольдс родился в г. Акрон, шт. Огайо.

### Начало спортивной карьеры
Впервые заставил заговорить о себе в 1987 году когда на студенческих соревнованиях в Колумбусе пробежал 400 м за 44,10 сек, вплотную приблизившись к мировому рекорду Ли Эванса (43,86), установленному на Олимпиаде 1968 года в Мехико. Почти 20 лет «магический» рубеж 44 секунды оставался непреодолимым для лучших спортсменов мира. Быстрее бегал только сам Эванс и Лэрри Джеймс, финишировавший в Мехико вторым (43,97). После Мехико ближе всех подошёл к этому рубежу кубинский бегун Альберто Хунаторена, выигравший Олимпиаду 1976 года в Монреале с результатом 44,26.
В 1987 году Рейнольдс ещё дважды приблизился к рубежу 44 секунды, показав 44,13 в июне в Батон-Руже и 44,15 в июле в Лондоне. В этом же году впервые заявил о себе ещё один перспективный спринтер — нигериец Инносент Эгбунике, который в августе показал два прекрасных результата — 44,23 в Найроби и 44,17 в Цюрихе.

### 1988 год. Олимпиада в Сеуле
В 1988 году Рейнольдс впервые в своей спортивной карьере преодолел 44-секундный рубеж, показав на отборочных олимпийский соревнованиях в Индианополисе 43,93. Одновременно этот рубеж преодолел занявший второе место Дэнни Эверетт, отставший от Рейнольдса на 0,05 с. Занявший третье место Стив Льюис показал 44,37.
17 августа 1988 года продержавшийся почти 20 лет «вечный» мировой рекорд Ли Эванса пал. На ежегодных соревнованиях «Мировой класс в Цюрихе» в первом предварительном забеге Рейнольдс пробежал дистанцию за 43,29, превысив прежнее достижение более чем на полсекунды. Этот рекорд продержался 11 лет и был побит нынешним мировым рекордсменом Майклом Джонсоном (43,18 в августе 1999 года). Прекрасные результаты показали стартовавшие в том же забеге основные конкуренты Рейнольдса, Дэнни Эверетт и Стив Льюис — 44,20 и 44,26.
Однако на главном старте сезона — Олимпийских играх в Сеуле — Рейнольдса ждало разочарование. В финале он с результатом 43,93 занял только второе место, пропустив вперёд Стива Льюиса (43,87). Дэнни Эверетт занял третье место с результатом 44,09.
Через несколько дней Рейнольдс в составе команды США стал олимпийским чемпионом в эстафете 4х400 метров.

### 1990—1992 годы. Допинговый скандал
В 1990 году Рейнольдс был дисквалифицирован на 2 года за применение допинга. Он обжаловал это решение в суде, и Верховный суд США постановил, что Национальный олимпийский комитет должен допустить Рейнольдса до участия в отборочных соревнованиях Олимпиады 1992 года, так как в процедуре тестирования были выявлены ошибки. Допинг был обнаружен в пробе мочи с меткой «H6», тогда как проба Рейнольдса была маркирована «H5». Директор лаборатории Жан-Пьер Лафарж заявил на суде, что несмотря на это, лаборант сообщил ему, что допинг обнаружен в пробе «H5».
Решение суда вступило в противоречие с правилами Международного олимпийского комитета и ИААФ, которые запрещают дисквалифицированным атлетам участвовать в соревнованиях. ИААФ пригрозила дисквалифицировать любого атлета, который будет соревноваться с Рейнольдсом. Отборочные соревнования были отложены на 4 дня, во время которых ИААФ отменила своё решение. Рейнольдс принял участие в отборочном турнире в беге на 400 м, где занял 5 место и прошёл в олимпийскую команду США в качестве запасного участника эстафеты 4×400 м. Однако ИААФ, проверив вызвавший подозрение тест, запретила Рейнольдсу участвовать в Олимпиаде 1992 года.
В тот же год Рейнольдс выиграл иск о клевете против ИААФ, ему была назначена компенсация в размере $27,3 млн. Однако ИААФ заявила, что законы штата Огайо не распространяются на организацию и отказалась подчиниться решению. Апелляционный суд шестого округа отклонил апелляцию на основании нарушения юрисдикции.

### 1996 год. Олимпиада в Атланте
Перед Олимпиадой 1996 года в Атланте Рейнольдс опять был одним из фаворитов. На отборочных соревнованиях в Олимпийскую сборную США он занял второе место после Майкла Джонсона и впервые с 1988 года преодолел «магический» рубеж 44 секунды — 43,91. Однако в полуфинале он повредил подколенное сухожилие и не финишировал в забеге, а в дальнейшем не смог участвовать в эстафете.
Рейнольдс ушёл из большого спорта в 1999 году. До апреля 2008 года работал тренером по развитию скорости футбольной команды Государственного университета Огайо.
Основал названный его именем приют по уходу за детьми в рамках фонда KIDS (англ. Butch Reynolds Care for Kids Foundation).

## Лучшие результаты
Лучшие результаты по годам
| Год   | 1987  | 1988  | 1989  | 1990  | 1991 | 1992  | 1993  | 1994  | 1995  | 1996  | 1997  | 1998  | 1999  |
| ----- | ----- | ----- | ----- | ----- | ---- | ----- | ----- | ----- | ----- | ----- | ----- | ----- | ----- |
| 400 м | 44,10 | 43,29 | 44,30 | 44,22 | –    | 44,14 | 44,12 | 45,18 | 44,22 | 43,91 | 44,08 | 44,89 | 45,13 |

Все результаты лучше 45,20 в беге на 400 м.
| 1987  |               |            |     |                                   |
| 44,60 | Де-Мойн       | 25.04.1987 | 1   |                                   |
| 44,10 | Колумбус      | 03.05.1987 | 1   |                                   |
| 45,00 | Айова-Сити    | 24.05.1987 | 1   |                                   |
| 44,43 | Батон-Руж     | 04.06.1987 | 1h1 |                                   |
| 44,13 | Батон-Руж     | 06.06.1987 | 1   |                                   |
| 45,09 | Сан-Хосе      | 25.06.1987 | 1h1 | Чемпионат США                     |
| 44,46 | Сан-Хосе      | 26.06.1987 | 1s1 | Чемпионат США                     |
| 44,46 | Сан-Хосе      | 27.06.1987 | 1   | Чемпионат США                     |
| 44,15 | Лондон        | 10.07.1987 | 1   |                                   |
| 44,77 | Париж         | 16.07.1987 | 2   |                                   |
| 44,42 | Лондон        | 14.08.1987 | 1   |                                   |
| 44,49 | Берлин        | 21.08.1987 | 1r1 |                                   |
| 44,94 | Рим           | 01.09.1987 | 4s2 | Чемпионат мира                    |
| 44,80 | Рим           | 03.09.1987 | 3   | Чемпионат мира                    |
| 1988  |               |            |     |                                   |
| 44,54 | Индианаполис  | 17.07.1988 | 1q3 |                                   |
| 44,65 | Индианаполис  | 18.07.1988 | 1s1 |                                   |
| 43,93 | Индианаполис  | 20.07.1988 | 1   | Олимпийский отбор США             |
| 44,85 | Хенгело       | 14.08.1988 | 1   |                                   |
| 43,29 | Цюрих         | 17.08.1988 | 1rA |                                   |
| 44,46 | Сеул          | 25.09.1988 | 1q4 | Олимпийские игры                  |
| 44,33 | Сеул          | 26.09.1988 | 1s2 | Олимпийские игры                  |
| 43,93 | Сеул          | 28.09.1988 | 2   | Олимпийские игры                  |
| 1989  |               |            |     |                                   |
| 44,61 | Лондон        | 14.07.1989 | 1   |                                   |
| 44,32 | Мальмё        | 10.08.1989 | 1   |                                   |
| 44,31 | Цюрих         | 16.08.1989 | 1r1 |                                   |
| 44,30 | Кёльн         | 20.08.1989 | 1r1 |                                   |
| 44,98 | Брюссель      | 25.08.1989 | 1   |                                   |
| 45,06 | Монако        | 01.09.1989 | 2   |                                   |
| 1990  |               |            |     |                                   |
| 44,91 | Монако        | 12.08.1990 | 3   |                                   |
| 44,22 | Цюрих         | 15.08.1990 | 1r1 |                                   |
| 45,17 | Гейтсхед      | 17.08.1990 | 3   |                                   |
| 44,64 | Кёльн         | 19.08.1990 | 2   |                                   |
| 44,77 | Сидзуока      | 15.09.1990 | 1   |                                   |
| 1992  |               |            |     |                                   |
| 44,98 | Сан-Франциско | 06.06.1992 | 1   |                                   |
| 44,67 | Холмдел       | 10.06.1992 | 1   |                                   |
| 44,58 | Нью-Орлеан    | 23.06.1992 | 1h4 | Олимпийский отбор / Чемпионат США |
| 44,68 | Нью-Орлеан    | 23.06.1992 | 1q1 | Олимпийский отбор / Чемпионат США |
| 44,14 | Нью-Орлеан    | 24.06.1992 | 2s1 | Олимпийский отбор / Чемпионат США |
| 44,65 | Нью-Орлеан    | 26.06.1992 | 5   | Олимпийский отбор / Чемпионат США |
| 1993  |               |            |     |                                   |
| 45,13 | Пуант-а-Питр  | 01.05.1993 | 1   |                                   |
| 44,77 | Колумбус      | 09.05.1993 | 1   |                                   |
| 44,68 | Сан-Паулу     | 16.05.1993 | 1   |                                   |
| 44,81 | Юджин         | 18.06.1993 | 1s1 | Чемпионат США                     |
| 44,12 | Юджин         | 19.06.1993 | 2   | Чемпионат США                     |
| 44,37 | Индианаполис  | 25.06.1993 | 1   |                                   |
| 45,02 | Осло          | 10.07.1993 | 2   |                                   |
| 44,83 | Кёльн         | 01.08.1993 | 3   |                                   |
| 44,62 | Цюрих         | 04.08.1993 | 4r1 |                                   |
| 44,63 | Гётеборг      | 06.08.1993 | 1q1 |                                   |
| 44,71 | Штутгарт      | 15.08.1993 | 1q4 | Чемпионат мира                    |
| 44,82 | Штутгарт      | 16.08.1993 | 2s1 | Чемпионат мира                    |
| 44,13 | Штутгарт      | 17.08.1993 | 2   | Чемпионат мира                    |
| 44,68 | Берлин        | 27.08.1993 | 2   |                                   |
| 45,05 | Брюссель      | 03.09.1993 | 4   |                                   |
| 44,96 | Лондон        | 10.09.1993 | 2   | Финал Мобил гран-при              |
| 44,87 | Дели          | 14.09.1993 | 1   |                                   |
| 45,15 | Фукуока       | 18.09.1993 | 1   |                                   |
| 1994  |               |            |     |                                   |
| 45,18 | Рим           | 08.06.1994 | 2   |                                   |
| 1995  |               |            |     |                                   |
| 44,91 | Юджин         | 04.06.1995 | 3   |                                   |
| 45,05 | Сакраменто    | 14.06.1995 | 2h2 | Чемпионат США                     |
| 44,42 | Сакраменто    | 16.06.1995 | 2   | Чемпионат США                     |
| 44,70 | Саламанка     | 18.07.1995 | 1   |                                   |
| 44,24 | Осло          | 21.07.1995 | 2   |                                   |
| 45,10 | Гётеборг      | 07.08.1995 | 2s2 | Чемпионат мира                    |
| 44,22 | Гётеборг      | 09.08.1995 | 2   | Чемпионат мира                    |
| 44,70 | Цюрих         | 16.08.1995 | 2   |                                   |
| 1996  |               |            |     |                                   |
| 44,79 | Колумбус      | 05.05.1996 | 1   |                                   |
| 44,33 | Атланта       | 18.05.1996 | 1r1 |                                   |
| 45,04 | Йена          | 25.05.1996 | 1   |                                   |
| 45,19 | Атланта       | 16.06.1996 | 2q3 | Олимпийский отбор / Чемпионат США |
| 44,58 | Атланта       | 17.06.1996 | 2s2 | Олимпийский отбор / Чемпионат США |
| 43,91 | Атланта       | 19.06.1996 | 2   | Олимпийский отбор / Чемпионат США |
| 1997  |               |            |     |                                   |
| 45,09 | Йена          | 25.05.1997 | 1   |                                   |
| 45,06 | Индианаполис  | 12.06.1997 | 1h3 | Чемпионат США                     |
| 44,83 | Индианаполис  | 13.06.1997 | 1s2 | Чемпионат США                     |
| 44,98 | Индианаполис  | 14.06.1997 | 5   | Чемпионат США                     |
| 44,45 | Люцерн        | 24.06.1997 | 1   |                                   |
| 44,08 | Лозанна       | 02.07.1997 | 1r1 |                                   |
| 1998  |               |            |     |                                   |
| 45,13 | Нью-Орлеан    | 19.06.1998 | 2h4 |                                   |
| 44,89 | Люцерн        | 02.07.1998 | 2   |                                   |
| 45,10 | Юниондейл     | 21.07.1998 | 4   |                                   |
| 1999  |               |            |     |                                   |
| 45,13 | Гейнсвилл     | 27.03.1999 | 1   |                                   |